# Can’t Be Tamed
Can’t Be Tamed (deutsch: Nicht zu zähmen) ist das dritte Studioalbum der US-amerikanischen Sängerin Miley Cyrus. Es wurde erstmals am 18. Juni 2010 in Deutschland und am 21. Juni 2010 in Amerika veröffentlicht. Auf der zweiten CD der Deluxe-Version von Can’t Be Tamed befinden sich 19 Liveauftritte und Backstage-Interviews von ihrem Konzert in der O2 Arena in London. Musikalisch reicht das Album von akustischen Balladen bis zu Dance-Pop.
Can’t Be Tamed erreichte Platz vier in Deutschland, Platz drei in den Billboard 200 und Platz acht in Großbritannien. Die Singleauskopplung Can’t Be Tamed wurde erstmals am 18. Mai 2010 veröffentlicht. Sie erreichte Platz acht in den US-Singlecharts und Platz fünf in Neuseeland. Die zweite Singleauskopplung, Who Owns My Heart, wurde am 26. Oktober 2010 veröffentlicht.

## Hintergrundinformationen
Miley Cyrus will nach Abschluss des Albums Can’t Be Tamed eine musikalische Pause machen, um sich musikalisch zu finden. Cyrus hat angegeben, dass ihre Musik sie nicht so inspiriert wie sie es sich vorstellt und hofft, dass Can’t Be Tamed ihr letztes Pop-Album sein wird. „The more I make music that doesn't truly inspire me, the more I feel like I'm blending in with everyone else“, sagte sie (deutsch: „Je öfter ich Musik mache, die mich nicht wirklich inspiriert, desto mehr fühle ich mich als würde ich mich an alle anderen angleichen“). Cyrus habe aktuell mehr Lust auf Rockmusik. Sie gab später zu, dass Can’t Be Tamed Musik im Stile der Pop-Sängerin Lady Gaga beinhalte. „It was a natural progression for her,“ sagte Abbey Konowitch, Manager von Hollywood Records (deutsch: „Es war eine natürliche Weiterentwicklung für sie“). Er sagte außerdem, dass das Album mehr Dance-Pop beinhalte, als ursprünglich geplant war.
Das Album wurde am 19. Juni 2010 in Deutschland erstmals veröffentlicht. Erst zwei Tage später kam das Album in den USA heraus. Im Gegensatz zu Cyrus’ und Hollywood Records’ früheren Alben wurde Can’t Be Tamed mit einem sogenannten „day-and-date“-Format lizenziert, aufgrund eines neuen Lizenzvertrags mit Universal Music Group in Europa. Konowitch präsentierte das Album vor seiner Veröffentlichung den Vertretern der Universal Music Group in Europa, um über den neuen Lizenzvertrag zu sprechen. Die Standard-Edition enthält nur die Audio-CD, die Deluxe-Edition enthält eine Audio-CD und eine DVD. Die DVD enthält zusätzliche noch nie gezeigte Szenen von Cyrus’ Konzert in der The O2 Arena in London, die ihr erster Halt auf ihrer Welttournee 2009 Wonder World Tour war. Sie enthält neunzehn Live-Songs und Backstage-Interviews mit Cyrus. Das Cover wurde am 7. Mai 2010 fertiggestellt.

## Aufnahme
Can’t Be Tamed wurde während Cyrus’ Wonder World Tour aufgenommen. Im Dezember 2009 begannen die Aufnahmen in London, England. Album-Produzent John Shanks, der auch Cyrus’ Hit-Single The Climb produziert hat, nahm das Album mit Cyrus auf. Er flog mit ihr nach London, wo die Lieder mit Cyrus aufgenommen wurden. Dann kehrten sie nach Los Angeles, Kalifornien zurück, um die Lieder fertigzustellen.
Alle Produzenten, die mit Cyrus arbeiteten, wurden auf dem Album erwähnt – Antonina Armato und Tim James, beide haben Cyrus’ Hits See You Again und 7 Things produziert. Cyrus beschrieb die Zusammenarbeit während der Aufnahmen mit Armato folgendermaßen: „Ich nannte Antonina 'Mommy', weil sie wie meine zweite Mutter ist. Niemand kann jemals verstehen, was für eine Beziehung wir untereinander haben. Ich arbeite jetzt seit vier Jahren mit ihr zusammen und freute mich jeden Tag, wenn ich ins Studio ging, wir saßen herum, aßen Cupcakes, und ich konnte ihr alles erzählen, was mich bedrückt.“

## Singles

### Can’t Be Tamed
Can’t Be Tamed wurde als Lead-Single am 18. Mai 2010 veröffentlicht. Trotz mittelmäßiger Rezensionen erhielt die Single eine positive Kritik. Sie erreichte Platz acht in den Billboard Hot 100, Platz sechs in den Canadian Hot 100, und Platz fünf in Neuseeland. Das Musikvideo feierte seine Premiere bei E! News am 4. Mai 2010. Regie führte Robert Hales und stellte nebst Cyrus einige Background-Tänzerinnen in Vogelkostümen vor die Kamera.

### Who Owns My Heart
Who Owns My Heart ist die zweite Singleauskopplung des Albums. Die Radiostationen erhielten die Single Mitte September, die Läden am 26. Oktober 2010. Das Musikvideo wurde am 7. August aufgenommen und feierte am 8. Oktober 2010 Premiere auf der spanischen MSN-Homepage. Die Single erreichte Platz 24 in den Deutschen Single-Charts.

## Promotion
Um das Album zu promoten, setzte Hollywood Records auf das Fernsehen anstatt das Radio. Die Strategie war: die Vorteile von großen Veranstaltungen und die traditionellen Pressekonferenzen sowie Touren zur Werbung für das Album nutzen. Bei ihrem ersten Auftritt in Europa sang Cyrus das Lied Robot und My Heart Beats for Love auf der Veranstaltung Rock in Rio in Lissabon, Portugal, am 29. Mai 2010 und in Madrid, Spanien, am 6. Juni 2010. Am 21. Juni 2010 gab sie im House of Blues in Los Angeles ein Konzert mit sechs neuen Liedern. Das Konzert wurde aufgenommen und auf über dreißig Websites von MTV gestreamt. Während des Sommers 2010 promotete Cyrus Can’t Be Tamed, indem sie auf diversen Veranstaltungen wie: Britain’s Got Talent, Good Morning America, Late Show with David Letterman und den MuchMusic Video Awards auftrat.
Cyrus trat unter anderem mit Who Owns My Heart bei den MTV Europe Music Awards 2010 und Wetten, dass..? auf. Bei den American Music Awards (2010) sang sie Forgiveness and Love.

## Titelliste
| Audio-CD | Audio-CD                 | Audio-CD                                                                                      | Audio-CD                    | Audio-CD |
| #        | Titel                    | Musik                                                                                         | Produzent                   | Länge    |
| -------- | ------------------------ | --------------------------------------------------------------------------------------------- | --------------------------- | -------- |
| 1.       | Liberty Walk             | Miley Cyrus, Antonina Armato, Tim James, Nicholas J. Scapa, John Read Fasse, Michael McGinnis | Antonina Armato, Tim James  | 4:06     |
| 2.       | Who Owns My Heart        | Cyrus, Armato, James, Devrim Karaoglu                                                         | Antonina Armato, Tim James  | 3:34     |
| 3.       | Can’t Be Tamed           | Cyrus, Armato, James, Marek Pompetzki, Paul Neumann                                           | Antonina Armato, Tim James  | 2:48     |
| 4.       | Every Rose Has Its Thorn | Bret Michaels, Rikki Rocket, Bobby Dall, C.C. Deville                                         | Antonina Armato, Tim James  | 3:48     |
| 5.       | Two More Lonely People   | Cyrus, Kevin Kadish, Brandon Jane, Angie Aparo, Armato                                        | Antonina Armato, Tim James  | 3:09     |
| 6.       | Forgiveness and Love     | Cyrus, Armato, James, Adam Schmalholz                                                         | Antonina Armato, Tim James  | 3:28     |
| 7.       | Permanent December       | Cyrus, John Shanks, Claude Kelly                                                              | John Shanks                 | 3:37     |
| 8.       | Stay                     | Cyrus, Shanks                                                                                 | John Shanks                 | 4:21     |
| 9.       | Scars                    | Cyrus, Shanks                                                                                 | John Shanks                 | 3:42     |
| 10.      | Take Me Along            | Cyrus, Shanks                                                                                 | John Shanks                 | 4:09     |
| 11.      | Robot                    | Cyrus, Shanks                                                                                 | John Shanks, Nataly Cholula | 3:43     |
| 12.      | My Heart Beats for Love  | Cyrus, Shanks, Hilary Lindsey, Gordie Sampson                                                 | John Shanks                 | 3:43     |

| Deluxe-Edition DVD | Deluxe-Edition DVD                              | Deluxe-Edition DVD    | Deluxe-Edition DVD | Deluxe-Edition DVD |
| #                  | Titel                                           | Bemerkung             | Länge              |                    |
| ------------------ | ----------------------------------------------- | --------------------- | ------------------ | ------------------ |
| 1.                 | Hello London/Wanna Hear My Fingers Crack?       |                       |                    |                    |
| 2.                 | Breakout (Live)                                 |                       |                    |                    |
| 3.                 | Start All Over (Live)                           |                       |                    |                    |
| 4.                 | 7 Things (Live)                                 |                       |                    |                    |
| 5.                 | Kicking and Screaming (Live)                    |                       |                    |                    |
| 6.                 | It’s More About the Music Here                  |                       |                    |                    |
| 7.                 | Bottom of the Ocean (Live)                      |                       |                    |                    |
| 8.                 | You Have to Buy It                              |                       |                    |                    |
| 9.                 | Fly on the Wall (Live)                          |                       |                    |                    |
| 10.                | Let’s Get Crazy (Live)                          |                       |                    |                    |
| 11.                | Hoedown Throwdown (Live)                        |                       |                    |                    |
| 12.                | Not Sure If the Queen Jams Out                  |                       |                    |                    |
| 13.                | These Four Walls (Live)                         |                       |                    |                    |
| 14.                | I Don’t Do Hats                                 |                       |                    |                    |
| 15.                | When I Look at You (Live)                       |                       |                    |                    |
| 16.                | Obsessed (Live)                                 |                       |                    |                    |
| 17.                | The Show Can’t Go On/ Backstage in der O2-Arena |                       |                    |                    |
| 18.                | Spotlight (Live)                                |                       |                    |                    |
| 19.                | G.N.O. (Girl’s Night Out) (Live)                |                       |                    |                    |
| 20.                | I Love Rock n’ Roll (Live)                      |                       |                    |                    |
| 21.                | Party in the U.S.A. (Live)                      |                       |                    |                    |
| 22.                | Hovering (Live)                                 | featuring Trace Cyrus |                    |                    |
| 23.                | This Is How We Roll                             |                       |                    |                    |
| 24.                | Simple Song v                                   |                       |                    |                    |
| 25.                | See You Again (Live)                            |                       |                    |                    |
| 26.                | The Climb (Live)                                |                       |                    |                    |
| 27.                | End Credits                                     |                       |                    |                    |

## Kommerzieller Erfolg

### Chartplatzierungen
| ChartsChartplatzierungen       | Höchstplatzierung | Wochen |
| ------------------------------ | ----------------- | ------ |
| Deutschland (GfK)              | 4 (19 Wo.)        | 19     |
| Österreich (Ö3)                | 2 (13 Wo.)        | 13     |
| Schweiz (IFPI)                 | 3 (14 Wo.)        | 14     |
| Vereinigte Staaten (Billboard) | 3 (15 Wo.)        | 15     |
| Vereinigtes Königreich (OCC)   | 8 (8 Wo.)         | 8      |

| ChartsJahrescharts (2010)      | Platzierung |
| ------------------------------ | ----------- |
| Deutschland (GfK)              | 99          |
| Österreich (Ö3)                | 75          |
| Vereinigte Staaten (Billboard) | 130         |

### Auszeichnungen für Musikverkäufe
Das Album verkaufte sich 106.000 Mal in der ersten Woche in den USA und erreichte Platz drei in den Billboard 200 hinter Drakes Thank Me Later und Eminems Recovery. In der zweiten Woche verkaufte sich das Album noch 33.000 Mal und fiel auf Platz neun in den Billboard 200.
| Land/Region                  | Auszeichnungen für Musikverkäufe (Land/Region, Auszeichnung, Verkäufe) | Verkäufe |
| ---------------------------- | ---------------------------------------------------------------------- | -------- |
| Australien (ARIA)            | Gold                                                                   | 35.000   |
| Neuseeland (RMNZ)            | Gold                                                                   | 7.500    |
| Philippinen (PARI)           | Platin                                                                 | 15.000   |
| Polen (ZPAV)                 | Gold                                                                   | 10.000   |
| Portugal (AFP)               | Gold                                                                   | 10.000   |
| Vereinigte Staaten (RIAA)    | Gold                                                                   | 500.000  |
| Vereinigtes Königreich (BPI) | Silber                                                                 | 60.000   |
| Insgesamt                    | 1× Silber · 5× Gold · 1× Platin ·                                      | 637.500  |

Hauptartikel: Miley Cyrus/Auszeichnungen für Musikverkäufe